# Чибисов, Афанасий Филиппович
Афанасий Филиппович Чибисов (1914 — 1967) — участник советско-финской и Великой Отечественной войн, бригадир тракторной бригады Корчинской МТС Шарчинского района Алтайского края. Герой Социалистического Труда.

## Биография
Родился в 1914 году в селе Корчине (ныне Мамонтовский район, Алтайский край) в семье крестьянина.
Трудовую деятельность начал в 1930 году, вступив в колхоз имени Жданова, работал трактористом, затем освоил специальность комбайнера, вскоре стал одним из передовых полеводов района.
В 1939 году был призван в Красную армию, участвовал в советско-финской и Великой Отечественной войнах.
В 1943 году после излечения тяжёлого ранения был комиссован из армии, вернулся в родной колхоз и возглавил тракторно-полеводческую бригаду.
Высокое профессиональное мастерство механизатора особенно проявилось в послевоенные годы: по итогам работы в 1949 году в обслуживаемых колхозах получен урожай пшеницы 22 центнера с гектара на площади 250 гектаров.
Указом Президиума Верховного Совета СССР от 6 мая 1950 года за получение высоких урожаев пшеницы и ржи в 1949 году Чибисов Афанасий Филиппович удостоен звания Героя Социалистического Труда с вручением ордена Ленина и золотой медали «Серп и Молот».
В период освоения целины трудился бригадиром комплексной производственной бригады в совхозе «Корчинский», его бригада неоднократно становилась победителем районного социалистического соревнования.
Избирался депутатом Шарчинского районного Совета депутатов трудящихся.
Скончался в 1967 году.

## Награды
- Золотая медаль «Серп и Молот» (06.5.1950);
- Орден Ленина (06.5.1950)
- Орден Ленина (11.01.1957)
- Медаль «За трудовое отличие» (22.5.1947)
- и другими

## Память
- На могиле установлен надгробный памятник.